# Zvonek moravský
Zvonek moravský (Campanula moravica) je druh rostliny z čeledi zvonkovité (Campanulaceae). Jedná se o drobný druh z příbuzenstva zvonku okrouhlolistého (Campanula rotundifolia agg.).

## Popis
Jedná se o asi 25–70 cm vysokou vytrvalou bylinu. Oddenek je chudě větvený, ztlustlý, asi 6–15 mm v průměru. Lodyhy jsou pýřité nebo lysé, dole jemně rýhované až oblé. Lodyžní a přízemní listy jsou odlišné. Přízemní jsou dlouze řapíkaté s čepelí v obrysu srdčitou, na okraji pilovité a laločnaté, lodyžní listy jsou úzce kopinaté, celokrajné až oddáleně pilovité, kromě spodních zcela přisedlé. Prostřední lodyžní listy jsou 0,9–1,8 mm široké. Květy jsou uspořádány do květenství, laty, jsou blankytně modré barvy. Kalich je srostlý z 5 lístků, kališní cípy jsou čárkovité. Koruna je zvonkovitá až trubkovitá, srostlá také z 5 korunních lístků, asi 16–22 mm dlouhá. Kvete v červenci až v září. Tyčinek je 5. Semeník je hustě papilnatý. Plodem je asi 5–7 mm dlouhá tobolka, trochu dřevnatějící. Počet chromozómů je 2n=68 nebo 102.

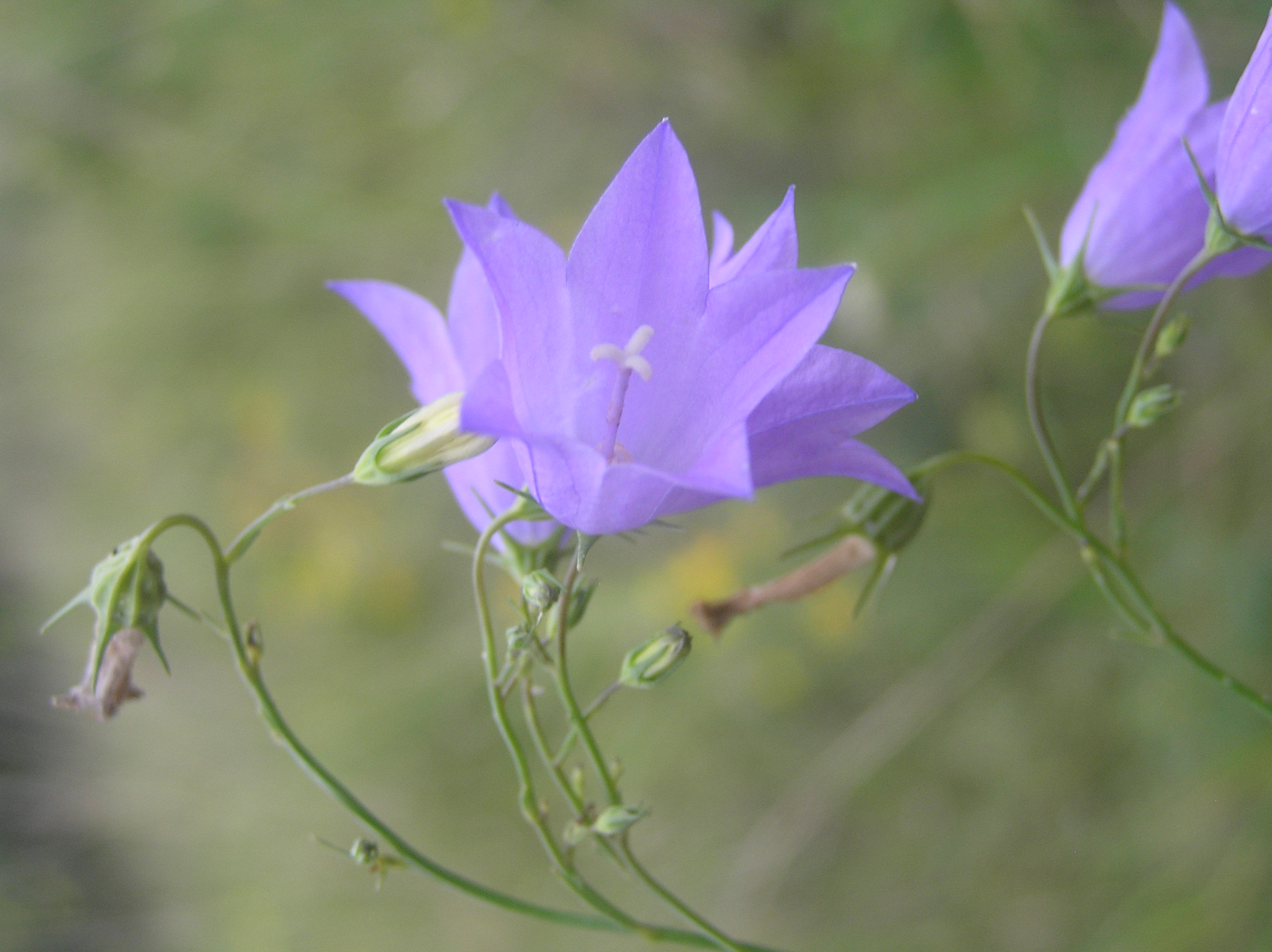
Detail květu

## Rozšíření ve světě
Druh je znám z Panonské oblasti, a to z Moravy, Slovenska, Rakouska, Maďarska a severozápadního Rumunska.

## Rozšíření v Česku
V České republice roste převážně na jižní Moravě, kde do značné míry nahrazuje duh zvonek okrouhlolistý. Ojediněle pak zasahuje až na střední Moravu, nejsevernější lokalitou je vrch Kotouč u Štramberka. Roste převážně v suchých trávnících a na skalních výchozech. V Čechách neroste, ale ve středních a severozápadních Čechách ho nahrazuje velmi podobný druh zvonek jemný (Campanula gentilis).

## Možnosti záměny
Zaměnit ho lze především s příbuznými druhy okruhu Campanula rotundifolia agg. Hlavně se zvonkem jemným (Campanula gentilis), který však nemá ztlustlý oddenek, bývá nižší a má o něco menší tobolky. Hlavně se však jejich areály nepotkávají. Také by se dal zaměnit se zvonkem okrouhlolistým (Campanula rotundifolia s. str.), ten má však širší střední listy, širší než 1,8 mm, zatímco zvonek moravský pod 1,8 mm; zvonek okrouhlolistý má také semeníky bez papil či s málo papilami, kdežto zvonek moravský ho má papilnatý. Zvonek moravský také na většině jižní Moravy nahrazuje zvonek okrouhlolistý.